# Ficus repens
Ficus repens là một loài thực vật có hoa trong họ Moraceae. Loài này được Roxb. ex Sm. mô tả khoa học đầu tiên năm 1810.

## Hình ảnh

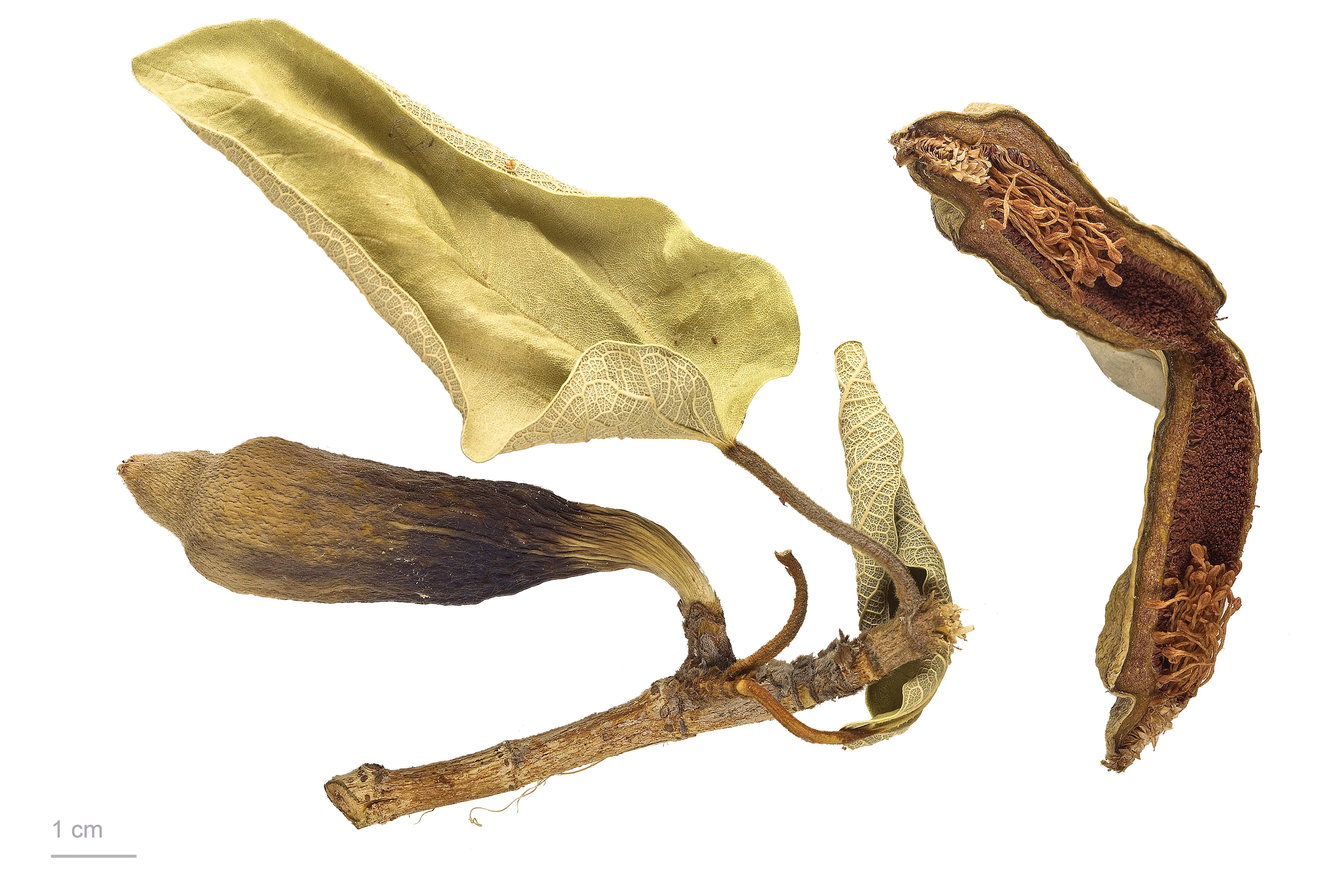
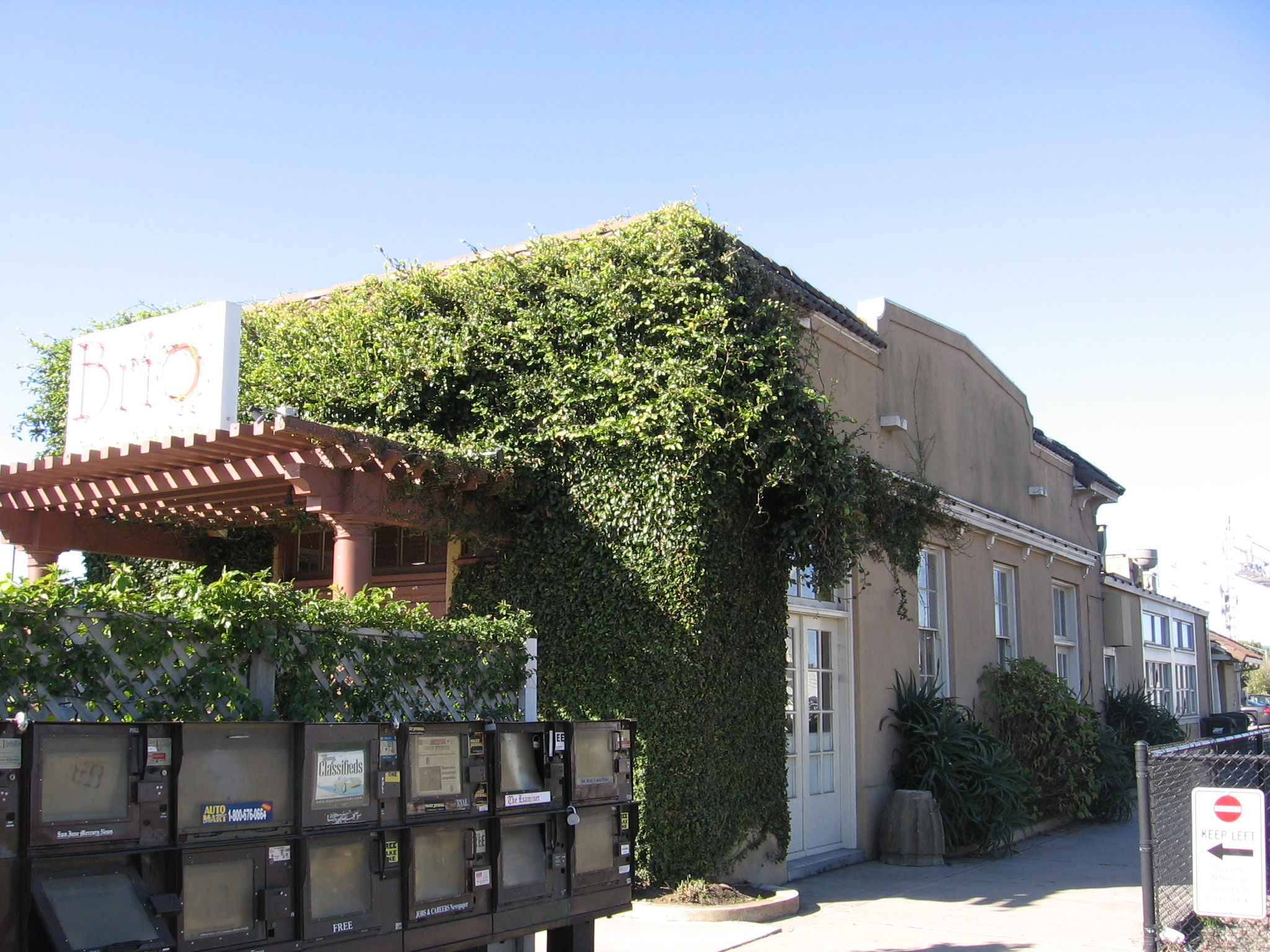